# Administration apostolique du Kirghizistan
L'administration apostolique du Kirghizistan est une église particulière de l'Église catholique.

## Territoire
L'administration apostolique couvre l'intégralité du Kirghizistan.

## Histoire
La mission sui juris du Kirghizistan est érigée le 22 décembre 1997. Elle est élevée au rang d'administration apostolique le 18 mars 2006.

## Ordinaires
- Supérieur :
  - du 22 décembre 1997 au 18 mars 2006 Aleksandr Kan, S.J.
- Administrateurs apostoliques :
  - du 18 mars 2006 au 18 juillet 2016 Nikolaus Messmer, S.J.
  - du 1er août 2016 au 29 août 2017 Janez Mihelčič, S.J.
  - depuis le 29 août 2017 Anthony Corcoran (Anthony James Corcoran), S.J.